# Orville, Indre
Orville là một xã ở tỉnh Indre khu vực trung bộ Pháp. Xã này có diện tích 9,35 km², dân số thời điểm năm 1999 là 120 người. Khu vực này có độ cao trung bình 125 mét trên mực nước biển.